# Skiljebo SK
Skiljebo SK, SSK, är en fotbollsförening från Västerås i Västmanland. Föreningen grundades den 4 mars 1944 och har sin hemmaplan på Hamre IP. Klubbens herrlag spelade i Division 1 säsongerna 2006 och 2007, där laget spelade derbyn mot Västerås SK. Från säsongen 2008 och framåt spelar laget i Division 2.
Skiljebo SK anordnar Aroscupen i Västerås, en internationell ungdomsturnering i fotboll för flickor och pojkar som är en av Sveriges största turneringar med lag från hela norden.Turneringen anordnades första gången 1978.
Skiljebo SK har den största ungdomsverksamheten i Västmanland. Genom detta har Skiljebo SK en stor andel av egna produkter och spelare från Västerås i A-laget. Föreningens mest kände spelare genom tiderna är troligtvis Jonny Rödlund, som representerat Sverige i OS, vunnit SM-guld med IFK Norrköping och varit utlandsproffs.

## Spelare

### Spelartruppen
| Nr | Land    | Pos | Namn              |
| -- | ------- | --- | ----------------- |
| 1  | Sverige | MV  | Simon Gustafsson  |
| 2  | Sverige | F   | William Björk     |
| 3  | Sverige | F   | Linus Svensson    |
| 4  | Sverige | F   | Mattias Florèn    |
| 7  | Sverige | MF  | Jamaal Raage      |
| 8  | Sverige | MF  | Oliver Damberg    |
| 9  | Sverige | MF  | Stefan Stojanovic |
| 10 | Sverige | MF  | Fredrik Lundqvist |
| 11 | Sverige | A   | Destiny Eze       |
| 12 | Sverige | F   | Robin Norlin      |
| 14 | Sverige | MF  | John Bäck         |
| 15 | Sverige | MF  | Edwin Nore        |

| Nr | Land    | Pos | Namn               |
| -- | ------- | --- | ------------------ |
| 16 | Sverige | A   | Liam Deighton      |
| 17 | Sverige | MF  | Alexander Cherif   |
| 18 | Sverige | F   | Mattias Özgun      |
| 19 | Sverige | MF  | Leo Flytström      |
| 21 | Sverige | F   | Fio Karlsson       |
| 23 | Sverige | MF  | Tobias Zollenkopf  |
| 24 | Sverige | A   | Ludvig Wilhelmsson |
| 25 | Sverige | F   | Gustav Haglund     |
| 30 | Sverige | MV  | Jesper Friberg     |
| 31 | Sverige | F   | Sier Sultan        |
| 74 | Sverige | F   | Jacob Norgren      |
| -  | Sverige | MV  | Felix Carlsson     |

### Kända profiler
- Johan Anegrund
- Niklas Backman
- Torbjörn Ek
- Per Gidlund
- Hans Handsken Johansson
- Johnny Rödlund
- Christopher Brandeborn